# Логанвілл (Вісконсин)
Логанвілл (англ. Loganville) — селище (англ. village) в США, в окрузі Сок штату Вісконсин. Населення — 301 особа (2020).

## Географія
Логанвілл розташований за координатами 43°26′13″ пн. ш. 90°2′15″ зх. д. / 43.43694° пн. ш. 90.03750° зх. д. (43.437020, -90.037365).  За даними Бюро перепису населення США в 2010 році селище мало площу 0,65 км², з яких 0,64 км² — суходіл та 0,01 км² — водойми. В 2017 році площа становила 0,70 км², з яких 0,69 км² — суходіл та 0,01 км² — водойми.

## Демографія
Згідно з переписом 2010 року, у селищі мешкало 300 осіб у 126 домогосподарствах у складі 82 родин. Густота населення становила 461 особа/км².  Було 139 помешкань (214/км²).
Расовий склад населення:
| - 98,0 % — білих - 0,3 % — вихідців з тихоокеанських островів - 0,3 % — корінних американців - 0,3 % — чорних або афроамериканців |

До двох чи більше рас належало 0,7 %. Частка іспаномовних становила 1,3 % від усіх жителів.
За віковим діапазоном населення розподілялося таким чином: 24,3 % — особи молодші 18 років, 62,4 % — особи у віці 18—64 років, 13,3 % — особи у віці 65 років та старші. Медіана віку мешканця становила 37,9 року. На 100 осіб жіночої статі у селищі припадало 92,3 чоловіків;  на 100 жінок у віці від 18 років та старших — 94,0 чоловіків також старших 18 років.
Середній дохід на одне домашнє господарство  становив 57 046 доларів США (медіана — 56 250), а середній дохід на одну сім'ю — 72 276 доларів (медіана — 71 563). Медіана доходів становила 44 688 доларів для чоловіків та 39 688 доларів для жінок. За межею бідності перебувало 7,8 % осіб, у тому числі 10,0 % дітей у віці до 18 років та 7,0 % осіб у віці 65 років та старших.
Цивільне працевлаштоване населення становило 145 осіб. Основні галузі зайнятості: виробництво — 24,8 %, роздрібна торгівля — 17,2 %, освіта, охорона здоров'я та соціальна допомога — 15,2 %, мистецтво, розваги та відпочинок — 13,8 %.